# Esmalt dental
|  | Aquest article tracta sobre una part de la dent. Vegeu-ne altres significats a «Esmalt». |

Secció d'una dent humana. L'esmalt és el de color beix en la dent.

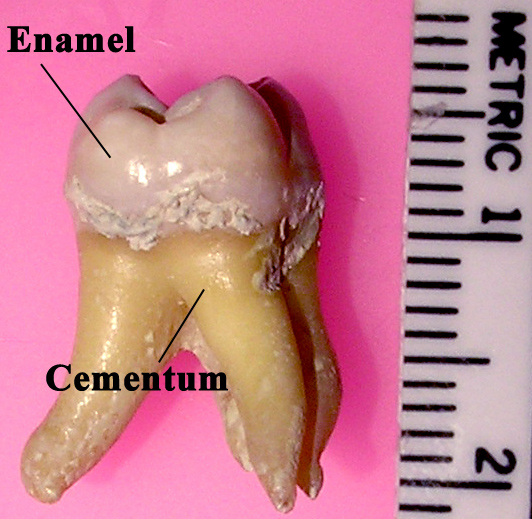
Esmalt (enamel) i cement (cementum).

L'esmalt dental és la substància més dura i més altament mineralitzada del cos, i juntament amb la dentina, el cement, i la polpa dental, és un dels quatre teixits principals que componen una dent. Es tracta del teixit dental normalment visible d'una dent, i requereix el suport de la dentina subjacent. El 96% de l'esmalt es compon de minerals, i la resta es compon d'aigua i material orgànic. El color normal de l'esmalt varia del groc pàlid al blanc grisós. A les vores de les dents, on no hi ha dentina sota l'esmalt, de vegades el color pot tenir un to lleugerament blau. Com que l'esmalt és semitranslúcid, el color de la dentina o de qualsevol empastament a sota l'esmalt afecta de manera significativa l'aparença d'una dent. L'esmalt varia en gruix segons la part de la superfície dental. Sol tenir més gruix a la cúspide (fins a 2,5 mm) i menys gruix a la vora de la dent, que rep el nom clínic d'unió cement esmalt.